# Miramar (Mont-roig del Camp)
El despoblat de Miramar, del del municipi de Mont-roig del Camp (Baix Camp), és un lloc històric que va pertànyer a la ciutat de Barcelona com a fortalesa i botiga del blat per assegurar la ruta de proveïment del blat. Les restes estan protegides com a bé cultural d'interès nacional.

## Descripció
Restes de l'edificació feta cap al 1406, que el 1613 és anomenada castell. Està situada entre les puntes dels Penyals i Porquerola, a llevant de l'Hospitalet de l'Infant. Enmig de les ruïnes, es poden veure grans murs de paredat amb reforços de carreus. Pels voltants, s'han trobat restes d'època romana.

## Història
El lloc va ser adquirit els primers anys del segle xv pel municipi de Barcelona, juntament amb altres damunt l'Ebre, per tal de construir una ruta que assegurés a la ciutat el proveïment del blat que baixava per l'Ebre.
A Miramar es va construir una botiga, de la qual queden restes, per emmagatzemar el blat que arribava en carros des del terme de Tivissa i que esperava ser carregat en naus vers Barcelona. La botiga estava formada per un casal fortificat, sitges, una torre de defensa i un nucli de població petit.
L'any 1408, el procurador general de l'arquebisbe de Tarragona va donar avís als nuclis costaners que s'havien albirat vuit naus corsàries. Aquest avís no va arribar a temps a Miramar i els corsaris la van destruir i van agafar com a ostatges la majoria dels seus habitants. La Comuna del Camp va haver de pagar 2.000 lliures per rescatar als captius.
El 1494 encara tenia batlle propi. A la fi del segle xv, el camí i les instal·lacions de Miramar van ser abandonats definitivament, però hi quedà un petit nucli de població. El 1504 es parla d'una torre amb guàrdia permanent, a la qual es dotà d'artilleria el 1590. El 1592 tenia el mateix batlle que Mont-roig. El 1601 el comú de Mont-roig proposà la unificació dels dos termes, cosa que es concretà el 1606. El 1678 s'informa que el poble era deshabitat i que les aigües de la mar arribaven fins a les cases. El 1719 els edificis que quedaven van ser descrits com: "una torre a la orilla del mar que sirve de atalaya y es del término de Montroig". Al començament del segle xix l'estructura de l'establiment barceloní es mantenia encara, i ben visibles dues de les quatre torres que havien existit, i les armes de la ciutat també ben visibles, les sitges i el forn de pa. La torre de guarda va ser volada pels anglesos el 1813.
Posteriorment, ha estat incorporat al complex turístic de la Costa Daurada, amb la urbanització Pins de Miramar.